# Park Narodowy Pelister
Park Narodowy Pelister (mac. Национален парк Пелистер) – park narodowy w południowo-zachodniej części Macedonii Północnej w gminie Bitola, w paśmie górskim Baba. Utworzony w 1948 roku jest najstarszym parkiem narodowym w Macedonii Północnej.

## Opis
Park Narodowy Pelister, z siedzibą w Bitoli, został utworzony 30 listopada 1948 roku. Ponownie w grudniu 2007 roku masyw Baba ze szczytem Pelister ogłoszono parkiem narodowym. Park powstał w celu ochrony terenów wokół szczytu Pelister. Początkowo miał powierzchnię 125 km², obecnie wynosi ona 171,5 km².
Park obejmuje obszar leżący na wysokości od 927 do 2601 m n.p.m., najwyższym szczytem w obrębie parku jest Pelister (2601 m n.p.m.), poniżej którego położone są dwa jeziora polodowcowe – Pelisterski Oczi.
Celem powołania parku, obok chęci zachowania naturalnych krajobrazów wysokogórskich, była głównie troska o ochronę endemicznych lasów sosny rumelijskiej. Wielkie połacie tych lasów zostały zniszczone podczas I wojny światowej, kiedy obszary te znajdowały się w strefie frontowej, a następnie na skutek rabunkowej gospodarki w czasie II wojny światowej.

## Flora
Flora roślin wyższych (bez mchów) w Parku Narodowym Pelister obejmuje ponad 1050 taksonów. Rośnie tu 88 gatunków drzew, co stanowi 29% całkowitej dendroflory w Macedonii Północnej. Dla obszaru parku charakterystyczne jest występowanie sosny rumelijskiej (Pinus peuce). Większość obszarów leśnych parku to lasy bukowe – 2606 ha, lasy porośnięte sosną rumelijską zajmują powierzchnię 1174 ha, a las dębowy – 487 ha, poza tym występują tu lasy mieszane: sosnowo-jodłowe, sosnowo-bukowe, sosnowo-bukowo-jodłowe, bukowo-jodłowe i bukowo-dębowe.
Z całego obszaru zajętego przez sosnę rumelijską ok. 1100 ha znajduje się w granicach rezerwatu ścisłego. Sosna ta rośnie tu zasadniczo w granicach wysokości od ok. 1700 m n.p.m. do ok. 2100 m n.p.m. Powyżej tej granicy trafia się już tylko sporadycznie, i to przeważnie w formach karłowatych, poskręcanych, tworząc zespół odpowiadający tatrzańskiemu piętru kosodrzewiny. W dolnych partiach tych lasów podszycie stanowią przeważnie paprocie, a w górnych borówka czarna. Z krzewów w niższych położeniach częsty jest jałowiec pospolity, w wyższych - ten sam takson w odmianie halnej (dawn. Juniperus nana Willd.).
Odkryto tu i stąd opisano ponad 15 nowych taksonów roślin okrytonasiennych, dla których na terenie parku znajdują się klasyczne miejsca występowania (locus classicus), należą do nich m.in.: Alchemilla peristerica, Centaurea deustiforms, Crocus pelistericus, Dianthus myrtinervius, Festuca peristerea, Pedicularis orthantha, sosna rumelijska (Pinus peuce), Ranunculus psilostachys, Scorzonera purpurea subsp. peristerica, Sedum erythraeum, Sempervivum marmoreum, Sempervivum octopodes, Silene ventricosa, Viola velutina, Viola orphanidis.
Z zagrożonych gatunków na terenie parku występują: Alkanna pulmonaria, Centaurea deustiformis, Dianthus myrtinervius, Fritillaria gussichiae, Pedicularis limnogena, Sempervivum octopodes.

## Fauna
Cechą charakterystyczną fauny w Parku Narodowym Pelister jest jej różnorodność oraz obecność gatunków reliktowych i endemicznych, przy czym gatunki endemiczne należą głównie do organizmów bezkręgowych. W jeziorach Pelisterski Oczi znaleźć można endemit Arcticocampus macedonicus, w Małym Jeziorze żyje reliktowy Chirocephalus diaphanus carinatus, a z kolei w Wielkim Jeziorze Niphragus pancici peristericus, endemit dotychczas zarejestrowane tylko w tym jeziorze. W wodach na wysokości między 1600 i 2200 m n.p.m. występują reliktowe endemity małżoraczki Iliodromus peristericusi i Eucypris diebeli.
Ssaki
W parku stwierdzono 35 gatunków ssaków. Występują tu: śnieżnik europejski (Chionomys nivalis), jeż anatolijski (Erinaceus concolor), nornik macedoński (Microtus felteni), nornik darniowy (Microtus subterraneus), wiewiórka pospolita (Sciurus vulgaris), orzesznica leszczynowa (Muscardinus avellanarius), koszatka leśna (Dryomys nitedula), popielica szara (Glis glis), ryjówka malutka (Sorex minutus), kret bałkański (Talpa stankovici), ślepiec mały (Spalax leucodon), zając szarak (Lepus europaeus), kuna domowa (Martes foina), borsuk europejski (Meles meles), lis rudy (Vulpes vulpes), żbik europejski (Felis silvestris), wilk szary (Canis lupus), niedźwiedź brunatny (Ursus arctos), dzik euroazjatycki (Sus scrofa), jeleń szlachetny (Cervus elaphus), sarna europejska (Capreolus capreolus), kozica bałkańska (Rupicapra rupicapra balkanica).  
Ptaki
Na terenie parku odnotowano ponad 91 gatunków ptaków. Występują tu gatunki takie jak: wrończyk (Pyrrhocorax pyrrhocorax), nagórnik zwyczajny (Monticola saxatilis), drozd obrożny (Turdus torquatus), góropatwa skalna (Alectoris graeca), jarząbek zwyczajny (Bonasa bonasia), słonka zwyczajna (Scolopax rusticola), puchacz zwyczajny (Bubo bubo), puszczyk zwyczajny (Strix aluco), lelek zwyczajny (Caprimulgus europaeus), dzięcioł czarny (Dryocopus martius), dzięcioł zielony (Picus viridis), jastrząb zwyczajny (Accipiter gentilis), orzeł przedni (Aquila chrysaetos).
Gady i płazy
W parku stwierdzono występowanie 15 gatunków gadów i 10 gatunków płazów. Należą do nich: żółw grecki (Testudo hermanni), wąż Eskulapa (Elaphe longissima), gniewosz plamisty (Coronella austriaca), żmija zygzakowata (Vipera berus), jaszczurka zwinka (Lacerta agilis), salamandra plamista (Salamandra salamandra), Trituruis carnifex macedonicus, żaba dalmatyńska (Rana dalmatina), żaba strumieniowa (Rana graeca).
Ryby
W wodach na terenie parku występuje m.in. Salmo pelagonicus.